# Ophiomyia fastosa
Ophiomyia fastosa är en tvåvingeart som beskrevs av Spencer 1969. Ophiomyia fastosa ingår i släktet Ophiomyia och familjen minerarflugor. Inga underarter finns listade i Catalogue of Life.